# Велика Розтока (річка)
Велика Розтока (пол. Wielka Roztoka) — гірська річка в Польщі, у Новосондецькому повіті Малопольського воєводства. Ліва притока Попрада, (басейн Балтійського моря).

## Опис
Довжина річки 9,63 км. Формується притоками та безіменними струмками.

## Розташування
Бере початок на південно-східних схилах хребта Малої Радзийової на висоті 760,1 м над рівнем моря (гміна Щавниця). Річка утворилася у місці злиття 3 гірських потоків: Лайпцика, Середнього та Під Бублом. Тече переважно на північний схід через Розтоку Ритерську, Подлубек та у селі Ритро впадає у річку Попрад, праву притоку Дунайця.